# Genneps volkslied
Het Genneps volkslied is het volkslied van Gennep en werd in 1898 gecomponeerd door J.P.J. Wierts, pianist en componist en werd van tekst voorzien door A.H. Hilgers, hoofd van de lagere school in Gennep en dirigent van het Genneps Mannenkoor Muziek. De eerste uitvoering van het volkslied vond plaats bij de Gennepse kroningsfeesten van koningin Wilhelmina. 
Bij officiële gelegenheden worden doorgaans het eerste, het tweede en achtste couplet gezongen. Tijdens de Heilige Mis op Oudejaarsavond zingt men in de Sint-Martinuskerk het eerste, het zesde en het zevende couplet.

## Tekst
I

Waar de Niers langs kronkelwegen

Bij een burcht de Maas ontmoet,

Wenkt U Gennep vriendelijk tegen, (bis)

Biedt U zijnen welkoms groet. (bis)

II

Eed'le burcht, zo fier en stevig,

Genneps trots waart gij weleer!

D'oorlogswoede beukte u hevig, (bis)

Thans ligt gij in puin ter neêr! (bis)

III

Hechte poorten, vestingmuren,

Stad met torens fraai omstuwd,

Moest ook gij het schroot verduren (bis)

Door mortiermond uitgespuwd. (bis)

IV

Wat ook valle af moog' verkeren,

Toch ons hart verandert niet;

Sint Norbertus blijven we eren, (bis)

Zoon van Genneps grondgebied. (bis)

V

Veilig onder zijne hoede

Doen wij onzen plicht gestand,

Immer naarstig, blij te moede, (bis)

Trouw aan God en vaderland. (bis)

VI

Met elkaar in eendracht leven,

Vreedzaam, wars van twist en nijd,

Elk zijn eer en rechten geven (bis)

Blijft ons streven te allen tijd. (bis)

VII

Moet er hulp of troost opdagen,

Moet gedeeld in vreugd' of leed,

't Zij bij vreemden of bij magen, (bis)

Gennep is altoos gereed. (bis)

VIII

Gij, die Gennep zijt genegen,

Paart uw stem bij ons gezang;

Klinke de echo luid ons tegen (bis)

'Gennep leve, leve lang!' (bis)